# Poliment de les oblies

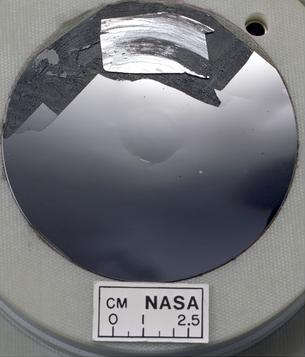
Oblia de semiconductor de silici amb acabat mirall.

El poliment de les oblies és un pas de fabricació de dispositius semiconductors durant el qual es redueix el gruix de les oblies per permetre l'apilament i l'embalatge d'alta densitat de circuits integrats (IC).
Els circuits integrats es produeixen en oblies de semiconductors que se sotmeten a una multitud de passos de processament. Les oblies de silici que s'utilitzen principalment avui tenen diàmetres de 200 i 300 mm. Tenen aproximadament 750 μm de gruix per garantir un mínim d'estabilitat mecànica i per evitar la deformació durant els passos de processament a alta temperatura.
Targetes intel·ligents, llapis de memòria USB, telèfons intel·ligents, reproductors de música de mà i altres productes electrònics ultracompactes no serien factibles en la seva forma actual sense minimitzar la mida dels seus diferents components en totes les dimensions. Per tant, la part posterior de les oblies es tritura abans de tallar les oblies (separació dels microxips individuals). Les oblies aprimades fins a 75 a 50 μm són habituals avui dia.
Abans de la mòlta, les oblies es laminen habitualment amb una cinta de mòlta posterior curable amb UV, que garanteix el dany a la superfície de l'oblia durant la mòlta posterior i evita la contaminació de la superfície de l'hòstia causada per la infiltració de líquid de mòlta i/o deixalles. Les oblies també es renten amb aigua desionitzada durant tot el procés, la qual cosa ajuda a prevenir la contaminació.
El procés també es coneix com "backlap", "backfinish" o "wafer thinning".